# Anita Kravos
Anita Kravos, née le 2 avril 1974 à Trieste dans la région de Frioul-Vénétie Julienne, est une actrice italienne.

## Filmographie
- 2004 : Saimir
- 2006 : As the Shadow : Claudia
- 2006 : Jo Lido (téléfilm)
- 2007 : Manuale d'amore 2 (Capitoli successivi) : la religieuse
- 2007 : The Murder of a General (téléfilm) : Luciana Donà
- 2008 : A Piece of Steak (court métrage)
- 2008 : Principessa : Luisa
- 2008 : Prehod : Rebecca
- 2008 : L'amor cortese : Gemma
- 2009 : Italians : la secrétaire
- 2009 : Eden : Giulia Moretti
- 2009 : Segreti e sorelle
- 2009 : The Front Line : la comtesse Marina Premoli
- 2009 : Alza la testa (Raise Your Head) : Sonia
- 2011 : Mancanza - Studio
- 2011 : Ruggine : la mère de Sandro
- 2011 : Tutto bene : Monica
- 2012 : The Place (téléfilm)
- 2012 : Italian Movies : Charlotte
- 2012 : E la chiamano estate : l'autre prostituée
- 2012 : Svegliati (court métrage) : Claudia
- 2013 : The Great Beauty : Talia Concept
- 2013 : If I Close My Eyes I'm Not Here : professeure Giuliani
- 2014 : My Name Is Ernest : Adriana
- 2014 : Amori elementari
- 2014 : Ti ucciderò (court métrage)
- 2014 : Ritratto di un imprenditore di provincia : Silvia Villa
- 2014 : La vita oscena
- 2014 : La corsa (court métrage) : Eleni
- 2014 : Fuori Mira : Tanja
- 2014 : Istruzioni per l'uso (court métrage)
- 2015 : 1992 (série télévisée) : la secrétaire
- 2015 : L'accabadora : la mère d'Annetta
- 2015 : Don't Disappear!
- 2015 : Felice (court métrage) : la fille de Felice
- 2016 : Squadra criminale (série télévisée)
- 2016 : Seconda primavera : Rosanna
- 2016 : Donne (série télévisée) : Jolanda
- 2016 : Compulsion : Thelma
- 2017 : Nel mondo grande e terribile : Tatiana Schucht
- 2017 : Couple Therapy for Cheaters : Elena
- 2017 : Imperfect Age
- 2018 : Romanzo famigliare (mini-série) : Natalia (6 épisodes)
- 2018 : Nome di donna : Alina

## Distinctions
- David di Donatello de la meilleure actrice dans un second rôle